# Virginia Emerson Lewis
Virginia Emerson Lewis (falecida a 4 de dezembro de 1984) foi uma cientista política americana e estudiosa do direito. Ela foi professora de ciência política no Hood College de 1947 a 1984, e foi chefe do Departamento de História e Ciência Política lá de 1965 a 1979. No seu 70º aniversário, o Dia da Virginia Emerson Lewis foi proclamado no estado de Maryland e, em 1984, o Hood College estabeleceu a Cátedra Virginia E. Lewis de Política.

## Vida e carreira
Lewis nasceu em Memphis, no Tennessee. Ela frequentou a Washington University em St. Louis, graduando-se em 1935. Ela então frequentou a George Washington University, graduando-se em direito em 1941. Ela continuou os seus estudos na New York University, obtendo um PhD em ciências políticas em 1955. A sua tese de doutoramento foi intitulada Fifty Years of Politics in Memphis, 1900–1950. Nos anos seguintes, Lewis trabalhou como advogada no Departamento do Tesouro dos Estados Unidos.
Lewis ingressou no corpo docente do Hood College em 1947 e permaneceu nesse corpo docente pelo resto da sua carreira. Foi chefe do Departamento de História e Ciência Política do Hood College de 1965 a 1979. Em 1968 ela aposentou-se mas continuou a dar aulas na Hood.
De 1978 a 1984, Lewis foi membro do Judicial Selection Board do Maryland Sixth Judicial Circuit. Ela também foi activa na política do Condado de Frederick, Maryland, tendo participado na direção da campanha de Stephen H. Sachs para governador de Maryland. No 70º aniversário de Lewis, em 1984, o governador de Maryland, Harry Hughes, proclamou o Dia da Virgínia Emerson Lewis no estado de Maryland. Lewis morreu em 4 de dezembro de 1984 em Frederick, Maryland. Mais tarde, a faculdade Hood criou uma cadeira Virginia E. Lewis de Política em sua memória.